# Hrodgar
Hrodgar (język staroangielski: Hroðgar; język staronordyjski: Hróarr) – legendarny król Danii. Pojawia się w anglosaskich eposach, Beowulfie oraz Widsith, a także w nordyckich sagach i duńskich kronikach, takich jak Gesta Danorum czy Chronicon Lethrense. Zarówno w anglosaskiej, jak i skandynawskiej tradycji Hrodgar należy do legendarnej rodziny królewskiej Scyldingów i jest synem Halfdana, bratem Halgi i stryjem Hrólfr Krakiego.

## Beowulf
W Beowulfie król Hrodgar wzywa na ratunek gockiego wojownika rodem ze Skanii imieniem Beowulf. Zadaniem herosa jest pokonanie ogra Grendela, nękającego okoliczną ludność. Po zabiciu Grendela, oraz jego matki, Hrodgar obdarowuje Beowulfa licznymi skarbami, pokazując swą hojność i bogactwo. Siedzibą króla jest Heorot - wielkie pomieszczenie, w którym po obfitej uczcie pierwszą noc spędzają Beowulf i jego towarzysze. Małżonką Hrodgara jest Wealhþeow, pochodząca z klanu Wulfingów. Król posiada również córkę imieniem Freawaru, oraz synów; Hreðrica i Hroðmunda, z których pierwszy ma być następcą tronu.

## Widsith
W eposie Widsith zostaje nadmienione, że Hrodgar razem ze swoim siostrzeńcem Hroðulfem pokonują wojownika imieniem Ingeld. W jednym z wersów zostało wspomniane, że aby tego dokonać zawarli pomiędzy sobą pokój, co sugeruje, że wcześniej wuj i siostrzeniec byli ze sobą w konflikcie.

## Filmowe nawiązania do legendy
- Trzynasty wojownik (1999) - Hrodgar grany przez Svena Wolltera
- Beowulf (film 1999) - grany przez Olivera Cottona
- Beowulf – Droga do sprawiedliwości (2005) - sportretowany przez Stellana Skarsgårda
- Outlander (2008) - odtwórcą roli był John Hurt
- Beowulf (film 2007) - w rolę Hrodgara wcielił się Anthony Hopkins